# Покрајински завод за заштиту природе Војводине
Покрајински завод за заштиту природе је организација која се бави заштитом и унапређењем природне баштине покрајине Војводине и налази се на адреси Рaдничка бр 20а у Новом Саду.
Оснивач Завода је Република Србија; Аутономна покрајина Војводина; Скупштина Аутономне покрајине Војводине. (Покрајинска скупштинска одлука о оснивању Покрајинског завода за заштиту природе, "Сл. лист АПВ", број 2/2010)

## Историјат
Развој завода текао је од Природњачког одељења до Покрајинског завода за заштиту природе у Новом Саду од 1947. до 2011. године.

### Ток формирања
- Природњачко одељење основано је 1947. године у оквиру Војвођанског музеја, унутар којег је радило до 1959. године.
- Рад Природњачког одељења 1960. и 1961. године одвијао се у оквиру Пољопривредног музеја.
- Природњачко одељење је враћено у оквир Војвођанског музеја када престаје рад Пољопривредног музеја 1962. године.
- 1963. године улази у састав Пољопривредног архива и ову организациону форму је задржало до 1966. године.
- Одлуком Скупштине САП Војводине, од 1. фебруара 1966. године, основан је Покрајински завод за заштиту природе, са седиштем у Новом саду на Петроварадинској тврђави. Завод је започео са радом 1. априла 1966. године.
- Покрајински завод за заштиту природе престао је са радом 1993. године када је на територији Србије формиран јединствени Завод за заштиту Србије у чијем саставу је Покрајински завод функционисао као РЈ у Новом Саду.
- Одлуком Скупштине АП Војводине 16. фебруара 2010. године, а са радом започео 1. априла 2010. године Покрајински завод за заштиту природе.[2]

## Делатност
Покрајински завод за заштиту природе делује на територији АП Војводине. Почев од 1. априла 1966. године  брине се о заштити и очувању природе на простору Војводине. Брине се и о природњачким студисјким збиркама наслеђеним од Пољопривредног архива.
Завод врши следеће делатности:
- прикупљање и обрада података о природи и природним вредностима;
- праћење стања и оцена очуваности природе и степена угрожености објеката геонаслеђа, дивљих врста и њихових станишта, станишних типова, екосистема, еколошки значајних подручја, заштићених подручја, еколошких коридора, еколошке мреже и предела;
- израда студија заштите којима се утврђују вредности подручја предложених за заштиту и начин управљања тим подручјима;
- израда предлога акта о престанку заштите подручја;
- израда предлога за претходну заштиту подручја;
- давање услова за радове на заштићеним природним добрима, издавање мишљења на план управљања заштићеног подручја;
- вршење стручног надзора на заштићеним природним добрима са предлогом мера;
- пружање стручне помоћи управљачима заштићених природних добара, органима локалне самоуправе, удружењима грађана, групама грађана и појединцима на заштити природе, предела и природних добара;
- утврђивање услова и мера заштите природе и природних вредности у поступку израде и спровођења просторних и урбанистичких планова, пројектне документације, основа (шумских, ловних, риболовних, водопривредних и др.), програма и стратегија у свим делатностима које утичу на природу;
- обављање стручних послова у поступку израде оцене прихватљивости радова и активности у природи, припремања и спровођења пројеката и програма на заштићеном подручју;
- предлагање обима и садржаја студија изводљивости и процене утицаја на животну средину у поступку реинтродукције и насељавања дивљих врста у слободну природу;
- вођење евиденције о начину и обиму коришћења, као и факторима угрожавања заштићених и строго заштићених дивљих врста ради утврђивања и праћења стања њихових популација;
- учествовање у поступку јавног увида ради проглашавања заштићених природних добара;
- организовање и спровођење васпитно-образовних и промотивних активности у заштити природе пројектовањем и организовањем изложбених поставки, организовањем тематских расправа, семинара, предавања - издавање публикација и других сталних и повремених гласила и сл.;
- учешће у спровођењу ратификованих међународних уговора о заштити природе;
- вођење регистра заштићених природних добара и других података од значаја за заштиту природе;
- инвентаризација појединачних елемената геолошке, биолошке и предеоне разноврсности са статистичким анализама и извештајима о њиховом стању;
- вођење базе података у области заштите природе као дела јединственог информационог система Агенције за заштиту животне средине;
- обавештавање јавности о природним вредностима, заштити природе, њеној угрожености, факторима и последицама угрожавања.

## Организациона шема Завода
На челу завода се налази директор, а о доношењу стратешких одлука одлучује управни одбор, док новчано пословање завода надгледа надзорни одбор. Садашњи директор Завода је Наташа Сарић. На дан 4. марта 2021. године Покрајински завод за заштиту природе имао је укупно 42 запослена (35 са високом, 2 са вишом школпм, са средњом 6 и са нижом школом 1).

### Сектори о одељења

#### Сектор заштите природе
- Одењење за заштићена подручја и еколошку мрежу
- Одељење за заштиту врста
- Одељење за заједничке стручне послове
- Одсек за заштиту животне средине
- Пројектне активности[5]

#### Сектор правних и финансијских активности
- Одсек за правне, кадровске и административне послове
- Одељење за финансијско-рачуноводствене послове и маркетинг
- Послови информационих система
- Послови услужних делатности
- Односи са јавношћу[5]

## Библиотека Покрајинског завода за заштиту природе
Завод поседује богату Библиотеку која се налази се у савременим и наменски грађеним просторијама, намењеним за смештај књижног фонда, за смештај периодике, као и за канцеларијски рад.
Књижни фонд Покрајинског завода садржи преко 3600 књига, око 500 наслова периодике,  већи број стручних студија, елабората, аудио и видео материјала, као и текстова из дневне и друге штампе. Поред књига на српском језику, постоји велики број публикација и на страним језицима (енглеском, руском, немачком, мађарском...)

## Дан Покрајинског завода
Пошто је и 1966. и 2010. године Покрајински завод за заштиту природе почео са радом 1. априла овај дан се обележава као Дан покрајинског завода.